# Fehér Sándor (egyetemi oktató)
Fehér Sándor, Alexander Fehér (Alsóbodok, 1967. április 2. –) agrármérnök, helytörténész, költő, egyetemi professzor.

## Élete
Alsóbodokon, majd 1982–1986 között az Udvardi Mezőgazdasági Szakközépiskolában tanult. 1991-ben a nyitrai Mezőgazdasági Egyetemen agrármérnöki oklevelet szerzett. 1996–1999 között a nyitrai Konstantin Filozófus Egyetemen környezeti ökológiát végzett, majd 1997–2001 között a nyitrai Szlovák Agrártudományi Egyetem Kertészeti és Tájgazdálkodási Karának doktori képzését is elvégezte. Felsőoktatási pedagógusképzésben is részt vett 2004–2005-ben. 2009-ben a gödöllői Szent István Egyetem Gazdaság- és Társadalomtudományi Karán a környezetgazdálkodás témakörében egyetemi docenssé habilitálták.
1992–1997 között a nyitrai Közterület-fenntartó Vállalatnál dolgozott. 2001–2002-ben az alsóbodoki Vállalkozói Szakközépiskola óraadó tanára volt, majd 2002-től a nyitrai Szlovák Agrártudományi Egyetem Kertészeti és Tájgazdálkodási Karának adjunktusa lett. 2009-től az Európai Tanulmányok és Régiófejlesztési Kar Fenntartható Fejlődés Tanszékének docense. 2020-ban professzorrá nevezték ki.
2017-ben feleségével, Pindes Ivettel megnyitották a Zoboralja Múzeumot Alsóbodokon.
Kutatási területe a fenntartható fejlődés, a természeti erőforrások, a tájhasználat, a biodiverzitás. Több alkalommal járt külföldi tanulmányutakon. Szakmai tevékenysége mellett szépirodalommal és főként zoboralji helytörténettel is foglalkozik.

## Elismerései
- 2016 Szlovák Köztársaság Környezetvédelmi Miniszterének Díja
- 2018 Nyitra Megye elnökének díja
- 2022 Patria-díj[4]

## Művei
- 1995 Dr. Gergelyi Ottmár halálára. Hét 40/ 16, 21.
- 1995 Pográny – Pohranice 1075-1995
- 1997/2003 Alsóbodok
- 1997 Nyitrageszte
- 2000 Pográny – A zoboraljai falu. Komárom. (tsz. Petrovay R., S. – Hajdú, L.)
- 2001 Bábindal. Bábindal (tsz. Cigáň, J. – Drahošová, Š. – Lukačka, J.)
- 2001 Dejiny poľnohospodárstva na Slovensku. Bratislava
- 2003 Gímes évszázadai – monográfia
- Cápafogak között. Versek; Plectrum, Losonc, 2003
- 2005 Pográny (tsz. Resko, S. – Szénássy Árpád)
- 2006 Emlékező Nyitra. Nyitra
- 2008 Zsére – Žirany (tsz. Rácz. I. – Simek, V. – Szórád, J.)
- 2009 Nyitrai sírkövek – Séta a nyitrai városi temetőben. Nyitra. (tsz. Pindes Ivett)
- 2012 Irodalom Nyitrán, Nyitra az irodalomban (tsz. Fehér Pindes Ivett)
- 2012 Pusztába kiáltó
- 2012 Assessment of sustainable land use. In: Rural development and land use. Uppsala, 243-255. (tsz. Wander M.)
- 2013 Csehi község monográfiája (tsz. Száraz V.)
- 2014 A BUP motivated system of education for sustainable development in Slovakia. Baltic Rim Economies 11/2
- 2014 Ibolyáját a kelő tavasznak tegyük a honvéd sírjára, Nyitra fiai. Az 1848/49 szabadságharc nyitrai emlékezete; Most-Híd, Nyitra, 2014
- 2014 A nagycétényi hegykönyv 1807–1922 (tsz. Buday P. – Csuthy A.)
- 2017 Zvony Podzoboria – Zoboralja harangjai. Nyitra (tsz. I. Točka)
- 2018 Vegetation History and Cultural Landscapes – Case Studies from South-west Slovakia
- 2019 Pográny értékei
- 2020 Zoboralja természeti értékei. Pográny

## További információ
- ujszo.com